# Naenia venosa
Naenia venosa är en fjärilsart som beskrevs av Jacob Hübner 1803. Naenia venosa ingår i släktet Naenia och familjen nattflyn. Inga underarter finns listade i Catalogue of Life.